# Santibáñez el Alto
Santibáñez el Alto é um município da Espanha na comarca da Serra de Gata, província de Cáceres, comunidade autónoma da Estremadura, de área 99,1 km². Em 2021 tinha 354 habitantes (densidade: 3,6 hab./km²).

## Demografia
| Variação demográfica do município entre 1991 e 2004 [carece de fontes?] | Variação demográfica do município entre 1991 e 2004 [carece de fontes?] | Variação demográfica do município entre 1991 e 2004 [carece de fontes?] | Variação demográfica do município entre 1991 e 2004 [carece de fontes?] |
| ----------------------------------------------------------------------- | ----------------------------------------------------------------------- | ----------------------------------------------------------------------- | ----------------------------------------------------------------------- |
| 1991                                                                    | 1996                                                                    | 2001                                                                    | 2004                                                                    |
| 540                                                                     | 535                                                                     | 535                                                                     | 501                                                                     |